# Mécanicien de locomotive
Pour les articles homonymes, voir Mécanicien.
Un mécanicien de locomotive est un cheminot dont la fonction est de conduire la locomotive d’un train.  Il est responsable de la bonne marche de son convoi.

## L'équipe de conduite
La conduite d'une locomotive à vapeur était assurée par une équipe, chauffeur et mécanicien, responsable de la bonne tenue de la machine,.
En France, la conduite en banalité des locomotives à vapeur (équipe non affectée à une locomotive particulière) ne s'appliquait qu'aux machines de manœuvres et à certaines locomotives de ligne, notamment les 141 R, à partir des années 1950.
La conduite des locomotives électriques, diesel, de rames automotrices et d'autorails s'effectue actuellement par un unique agent, généralement nommé « conducteur » plutôt que mécanicien.

## Histoire

### Le recrutement
Les mécaniciens étaient une spécialité difficile à recruter au début du chemin de fer en Europe en dehors de l’Angleterre, berceau du rail. Les premières compagnies ferroviaires se divisent entre celles qui emploient des mécaniciens anglais et celles  qui assurent la formation de leur main d’œuvre.
À cet égard, les choix des dirigeants des deux premières lignes de chemins de fer ouvertes en France étaient opposés. Celui de Saint-Etienne à Lyon forme ses mécaniciens sur les locomotives construites par Marc Seguin. Celui d’Andrézieux à Roanne recrute des mécaniciens anglais pour former ses conducteurs. En 1848, les mécaniciens français de la ligne de Paris à Saint-Germain ouverte en 1837 avaient tous été formés par le machiniste Cree. Au cours des premières années suivant leur ouverture  les locomotives des lignes de Paris à Rouen et de Rouen au Havre sont en totalité conduites par des mécaniciens anglais. Les compagnies du chemin de fer de Paris à Orléans (ligne ouverte en 1843), du Nord sont partagées entre formation interne et recrutement de mécaniciens anglais (un tiers au Nord).  Un petit nombre de mécaniciens sont fournis par les écoles d’Arts et Métiers de Châlons, d’Angers et d’Aix mais ce recrutement est limité par la méfiance des employeurs envers l’« ouvrier instruit ».
Les mécaniciens anglais sont coûteux. De plus, les compagnies peinent à fidéliser leur personnel de conduite. La pénurie de mécaniciens dans les années 1844-1848 entraine une pratique de débauchage entre compagnies et une surenchère des rémunérations. 
Les mécaniciens étrangers mieux rémunérés suscitent l’hostilité du personnel français. La Révolution de 1848 s’accompagne d’une vague de xénophobie. Sous le coup des menaces certains anglais donnent leur démission.
À partir des années 1850, la formation des apprentis est assurée dans les ateliers et dépôts, à Pantin en 1852 par la Compagnie de l’Est, à La Chapelle-Saint-Denis en 1853 par la Compagnie du Nord puis par des écoles d’apprentissage. Les Compagnies ferroviaires puis la SNCF considèrent que le métier de cheminot a des exigences qui ne peuvent être satisfaites par les formations classiques de l’extérieur.
Les meilleurs ouvriers des dépôts pouvaient être recrutés comme chauffeurs, puis, après plusieurs années de conduite en équipe, être promus mécaniciens.
Les apprentis suivaient une formation de 2 ou 3 ans. Les promotions d’apprentis du service Matériel et Traction, au maximum de 6058 dans 83 centres en 1948, autour de 3000 dans 50 centres de 1950 à 1967, tombe à 176 en 1988 avant la disparition de la formation  interne. 
Actuellement, la SNCF recrute les conducteurs sur diplômes et entretien. Le recrutement est suivi d'une formation en alternance, partie théorique (réglementation, signalisation etc.) au centre de formation traction, partie pratique dans la cabine avec le tuteur conducteur .
En Amérique du Nord, les mécaniciens étaient généralement embauchés sans expérience, ni formation préalable.

### Conditions de travail

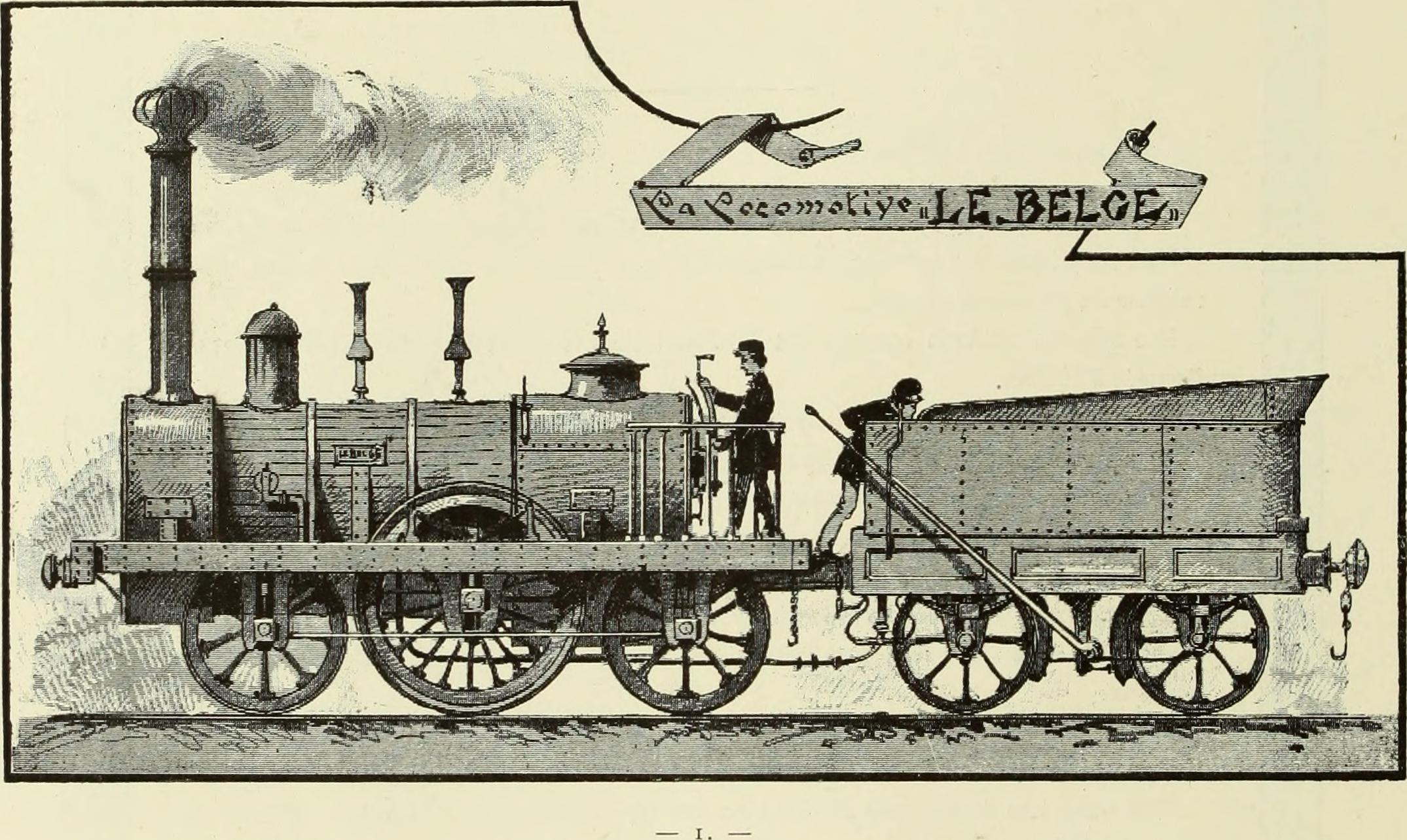
Locomotive sans protection

Au début du chemin de fer, l’équipe de conduite vivait sur une plateforme ouverte à tous les vents à l’arrière de la locomotive et à l’avant du tender,  à une époque où la vitesse pouvait atteindre 100 km à l’heure sur une Crampton.
Le personnel aurait eu un uniforme de travail avec casquette passe-montagne  glissée dans l’encolure de la veste ou aurait peut-être disposé d’une bâche protectrice derrière laquelle se blottir avec risque de retour de flamme à l’ouverture du foyer. Certaines équipes de traction auraient forgé des  abris amovibles. Pour la protection du corps, des papiers journaux étaient glissés entre deux épaisseurs de vêtements.
En l’absence de photos et de témoignages, on ignore les conditions de conduite en pleine marche. Des machines sans protection ont roulé jusque vers 1900.

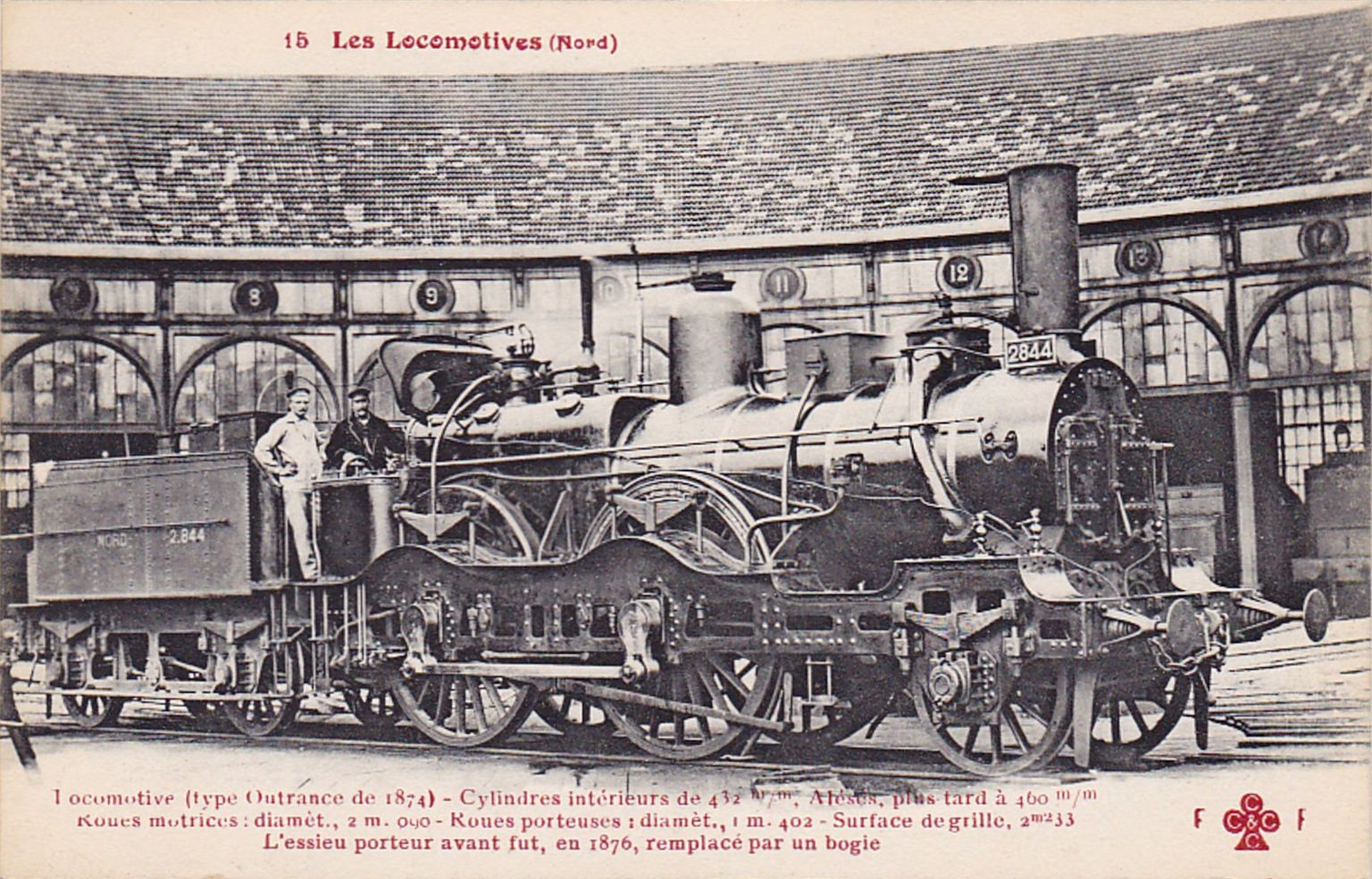
Locomotive de 1874 avec protection frontale sommaire

À partir de la fin des années 1860, apparait progressivement sur certaines machines une protection frontale sommaire, un pare-vent avec deux vitres ovales, se prolongeant parfois par une courte plaque incurvée protégeant partiellement en marche des intempéries. La cabine de conduite ne se répand en France que sur les locomotives fabriquées à partir des  années 1880. 
Les cabines sont apparues plus précocement en Amérique du Nord, dès les années 1840, et généralisées à partir de 1850.
Après l'apparition des cabines, le mécanicien restait encore contraint de passer la tête à l’extérieur de l’abri, les yeux protégés par des lunettes de mécaniciens, car il était pratiquement impossible de nettoyer sans cesse des vitres dépourvues d'essuie-glaces obscurcies par la poussière de charbon. L'équipe de conduite travaillait debout, les premiers tabourets mobiles n'apparaissant qu'au cours de l'entre-deux guerres. 

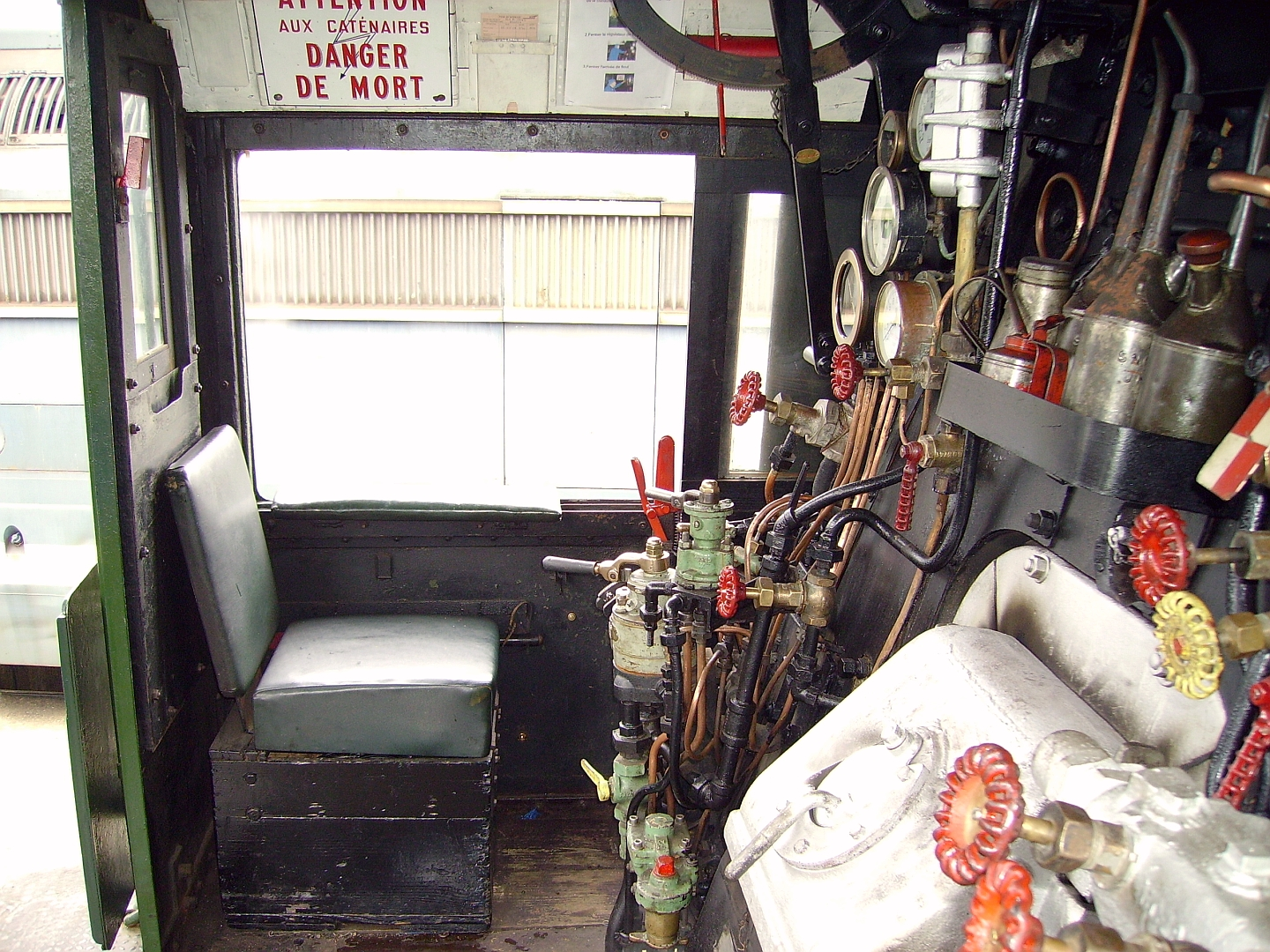
Siège en cabine 141R

Les 141 R arrivées d'Amérique à partir de novembre 1945 comportaient des sièges confortables. Les mécaniciens des premières locomotives électriques de l'entre-deux-guerres conduisaient également debout. À cette époque, la conduite assise se limitait à celle des autorails et automotrices électriques.  
L’équipe emmenait une gamelle contenant plusieurs repas, parfois pour 2 jours. Des temps de repos hors domicile se déroulaient, de jour ou de nuit suivant le roulement, dans un foyer avec salle commune, toilette au lavabo jusque vers 1914 (les douches n’étant en usage qu’ensuite) et chambres à deux lits, le couple mécanicien-chauffeur ne se séparant pas, en attendant le retour au domicile à proximité du dépôt de rattachement.
La longueur excessive des journées de travail fut la cause d'accidents dus à la fatigue. La durée quotidienne maximum de travail n'est limitée qu'en 1864 à 12 heures que par deux circulaires ministérielles puis ramenée à 10 heures en mai 1900. Le temps de travail était découpé en roulements ramenant l'équipe de conduite à domicile tous les deux, trois ou quatre jours.
En 1900, le roulement d'un mécanicien au dépôt de Dijon-Perrigny était de 10 jours pour 90 heures de travail avec un seul grand repos de 24 heures.

## Missions du mécanicien
Au dépôt, le rôle du  mécanicien était de contrôler les organes de la machine et de présider aux réparations.
En prenant son service, il prenait la feuille de route puis l'équipe inséparable de « gueules noires » gagnait la remise où la machine était préparée depuis 2 ou 3 heures par l’allumeur chargé de faire le feu. Dans les premiers temps, certaines  équipes s’imposaient des heures supplémentaires pour participer à cette préparation.  Après une inspection des  commandes de la plateforme, son premier travail, très délicat était le graissage (en évitant de gaspiller l’huile, les Compagnies distribuant des primes d’économie), pendant que le chauffeur s’occupait du feu et faisait monter la pression. 
Son rôle en route était de surveiller l'état du foyer et la pression avec son chauffeur,  de régler la vitesse d’après l’état de marche, de veiller à la sécurité par l’observation des signaux et de l’état de la voie, de freiner le convoi par appels de sifflet aux serre-freins avant l'installation du freinage continu puis par commande de celui-ci.
Le mécanicien avait autorité sur son chauffeur et s’estimait d’une caste supérieure au sein de la caste ferroviaire.

## Particularités
Certaines locomotives, très grandes ou munies de larges foyers nécessitaient deux chauffeurs en alternance pour fournir un feu suffisant ou un foyer tellement large qu'il faisait obstacle au travail des mécaniciens. Une solution, restée rare en Europe, consista à installer le mécanicien dans une cabine plus en avant le long de la chaudière, appelée « Camelback » aux États-Unis.
En Amérique du Nord, le mécanicien est placé sous les ordres du chef de train.

## Évolution
Après la disparition de traction à vapeur, le conducteur de train, agent unique aux commandes de conduite, a remplacé le mécanicien.